# Нізьма (притока Мезени)
Нізьма — річка в Росії, тече територією Лешуконського району Архангельської області та Удорського району Республіки Комі. Гирло річки знаходиться в 347 км по лівому березі річки Мезені. Довжина річки - 123 км, площа водозбірного басейну - 726 км2.

## Дані водного реєстру
За даними державного водного реєстру Росії відноситься до Двінсько-Печорського басейнового округу, водогосподарська ділянка річки - Мезень від витоку до водомірного поста біля села Малонісогорська. Річковий басейн річки - Мезень.
Код об'єкта в державному водному реєстрі - 03030000112103000045197 .